# Cecylia Lubomirska
Cecylia Lubomirska (ur. 28 czerwca 1907 w Porębie Wielkiej, zm. 20 września 2001 w São Paulo w Brazylii) – z domu księżniczka Lubomirska herbu Szreniawa bez Krzyża, po mężu księżna de Burbon Sycylijska.

## Rodzina
Cecylia była drugim dzieckiem i jedyną córką księcia Kazimierza Lubomirskiego i jego żony hrabianki Marii Teresy Matyldy Wodzickiej z Granowa. Ze strony ojca jej dziadkami byli książę Jerzy Henryk Lubomirski i Cecylia Zamoyska, pradziadkiem Andrzej Artur Zamoyski, a prapradziadkiem ordynat hrabia Stanisław Kostka Zamoyski.

## Małżeństwo i potomstwo
Cecylia Lubomirska 15 września 1932 w Krakowie poślubiła księcia Gabriela de Burbon Sycylijskiego.
Gabriel Maria Józef Karol Ignacy Antoni Alfons Jan de Bourbon (ur. 11 stycznia 1897 w Cannes – zm. 22 października 1975 w Itu w Brazylii) był najmłodszym z dwanaściorga dzieci Alfonsa de Burbon hrabiego Caserty i jego żony Marii Antoniny de Burbon, córki hrabiego Trapani (oboje rodzice Gabriela należeli do linii Burbonów Sycylijskich). 
Pierwszą żoną Gabriela została w 1927 księżniczka Małgorzata Izabela Czartoryska (ur. 17 sierpnia 1902 w Warszawie – zm. 8 marca 1929 w Cannes), córka Adama Ludwika Czartoryskiego i Marii Ludwiki z Krasińskich. Z tego związku pochodził syn Antoni, urodzony 20 stycznia 1929 w Cannes. 
Cecylia Lubomirska i Gabriel de Bourbon doczekali się czworga dzieci – byli to:
- Jan Maria Kazimierz (urodzony 30 czerwca 1933 w Warszawie – zmarły 25 grudnia 2000 w Madrycie),
- Maria Małgorzata Teresa Antonina Alfonsyna Kazimiera (urodzona 16 listopada 1934 w Warszawie – zmarła 15 stycznia 2014 w Madrycie), od 1962 żona Luisa Gonzagi Maldonaldo y Gordon,
- Maria Immakulata (urodzona 25 czerwca 1937 w Warszawie), od 1970 do rozwodu w 1979 żona Miguela Garcia de Saéz y Tellecea (1921–1982),
- Kazimierz (urodzony 8 listopada 1938 w Warszawie), od 1967 mąż księżniczki Marii Krystyny Sabaudzkiej (urodzonej w 1933).